# Улрих фон Зигнау
Улрих фон Зигнау (на немски: Ulrich (III) Freien von Signau; † сл. 1362) е рицар, благородник от Зигнау в кантон Берн, Швейцария.

## Произход
Той е син на рицар Улрих фон Зигнау († сл. 1316). Внук е на Хайнрих фон Зигнау, майор на Берн († сл. 1278). Правнук е на Хайнрих фон Зигнау († сл. 1256) и праправнук на Вернер фон Зигнау († сл. 1225).
Брат е на Хайнрих фон Зигнау († сл. 1361), Клемента († 1321), омъжена за рицар Йохан I фон Грюненберг († 1340), Гепа († сл. 1325), Алайд († сл. 1325) и на Рудолф фон Зигнау († сл. 1334)
Син му Улрих фон Зигнау († 14 януари 1349) е издигнат на фрайхер. Последният от род Зигнау по мъжка линия е внук му Хенман фон Зигнау, който е убит в битката при Земпах на 9 юли 1386 г.

## Фамилия
Улрих фон Зигнау се жени за Анастасия фон Бухег († сл. 1362), сестра на Бертхолд фон Бухег († 1353), епископ на Шпайер (1328), епископ на Страсбург (1328 – 1353), дъщеря на граф Хайнрих фон Бухег, ландграф на Бургундия, майор на Золотурн († 14 август 1320), и Аделхайд фон Страсберг († сл. 1276). Те имат 10 деца:
- Анна фон Зигнау († сл. 30 март 1368), омъжена I. пр. 29 октомври 1330 г. за граф Конрад II (III) фон Фрайбург († 10 юли 1350), II. пр. 18 януари 1352 г. за Херман III херцог на Тек († 1/11 май 1361)[3]
- Анастасия фон Зигнау († сл. 1382), омъжена между 30 ноември 1325 и 16 януари 1326 г. за граф Еберхард II фон Кибург-Хабсбург († 17 април 1357)
- Йохана фон Зигнау († сл. 1358), омъжена I. пр. 1340 г. за Улрих I фон Шварценберг-Дирзберг († пр. 8 август 1348), II. на 8 август 1348 г. за граф Йохан I фон Фюрстенберг († 8 август 1365)[4]
- Улрих фон Зигнау († 14 януари 1349), фрайхер
- Берхтолд фон Зигнау († сл. 1345)
- Матиас фон Зигнау († сл. 1393), баща на Хенман фон Зигнау († 9 юли 1386 при Земпах)
- Хуго фон Зигнау († 25 април 1401)
- Роберт фон Зигнау († сл. 1347)
- Маргарета фон Зигнау († сл. 1370)
- Аделхайд фон Зигнау († 9 август сл. 1373)